# Музей Войск ПВО
Музей Войск противовоздушной обороны — Военно-исторический музей России, единственный в Европе музей истории Войск ПВО, расположенный в микрорайоне Заря города Балашиха Московской области России.
Дата основания музея — январь 1978 года.
Музей был основан Главнокомандующим Войсками ПВО Маршалом Советского Союза П. Ф. Батицким. Находится в ведении Министерства обороны Российской Федерации.
Коллекция музея насчитывает более 16 тысяч экспонатов, 400 из которых — реальные образцы боевой техники и вооружения.

## История
Компактное здание музея гармонично вписано в окружающую среду и устремлено ввысь благодаря самолётам, ракетам и зенитным орудиям, размещённым на выставочной площадке на открытом воздухе. Общая экспозиционно-выставочная площадь двух этажей и смотровой площадки составляет без малого три тысячи квадратных метров.
Музей был основан в январе 1978 года Главнокомандующим Войсками ПВО Маршалом Советского Союза П. Ф. Батицким. В инициативную группу вошли военачальники, историки, политработники, ветераны Великой Отечественной войны. Имя Павла Фёдоровича историки связывают с расцветом ПВО как вида Вооружённых Сил и повышением их стратегической роли в оборонной мощи страны. Сразу у входа нас встречает правительственный указ об учреждении Дня Войск ПВО страны, датированный 1975 годом. К этому времени относится и введение знака Войск ПВО, который высоко ценят все воины противовоздушной обороны.
Решение о создании музея прорабатывалось тщательно и основательно. В 1968 году состоялось первое заседание комиссии по созданию музея под председательством маршала авиации Е. Я. Савицкого, и началась собирательная работа.
В 1975 году было построено здание Музея Войск ПВО, а 19 января 1978 года утверждён его штат.
4 апреля 1978 года первые посетители увидели высокопрофессиональную, художественно оформленную экспозицию. С тех пор вот уже четверть века Музей Войск ПВО считается одним из лучших по содержанию, ёмкости, размаху и серьёзности представленных материалов.
В рамках организации работы по преобразованию учреждений культуры и искусства Министерства обороны Российской Федерации в федеральные государственные учреждения, в 2004 году в Главном командовании ВВС была создана рабочая группа в составе представителей управления воспитательной работы, финансово-экономического управления и юридической службы Военно-воздушных сил. В короткие сроки для Музея Войск ПВО были подготовлены юридические выверенные правоустанавливающие и другие необходимые документы.
4 мая 2005 года Музей Войск ПВО был зарегистрирован в Инспекции Федеральной налоговой службы по городу Балашихе Московской области в качестве Федерального государственного учреждения.

## Экспозиция музея
Экспозиция размещена в специально построенном для музея двухэтажном здании, а также на смотровой площадке под открытым небом. Она отражает все этапы создания и развития Войск ПВО страны.
Первый зал экспозиции посвящён истории Войск ПВО в период с декабря 1914 года по сентябрь 1945 года.
Для более полной и объективной передачи духа времени, а также исторической обстановки в оформлении пространства зала сохранена атрибутика и идеологическая направленность, свойственная той эпохе.
Экспозиция второго зала посвящена развитию Войск ПВО от послевоенного времени и до наших дней.
Немало места в ней отведено материалам, которые рассказывают о несении боевого дежурства по защите воздушных рубежей нашей Родины, а также об участии воинов противовоздушной обороны в локальных войнах и вооруженных конфликтах.
На смотровой площадке музея представлены образцы боевой техники и вооружения довоенного, военного и послевоенного периодов истории Войск противовоздушной обороны. Коллекция музея постоянно пополняется.
Коллекция музея насчитывает более 16 тысяч экспонатов, 400 из которых — реальные образцы боевой техники и вооружения. Знакомство с ними предоставит редкую возможность открыть для себя малоизвестные факты из истории России, позволит по-новому взглянуть на многие события не столь далекого прошлого.
Гости музея смогут познакомиться не только с вкладом Войск ПВО страны в победу СССР во Второй мировой войне, но и узнают много интересного об участии воинов противовоздушной обороны в локальных конфликтах в различных регионах мира. Перед Вами пройдут судьбы людей, чья биография стала настоящей легендой.
Новейшая экспозиция рассказывает о том, что сегодня делается для защиты мирного труда граждан России от возможного воздушно-космического нападения. Немалый интерес у гостей музея вызовут не так давно рассекреченные материалы о деятельности целого ряда оборонных предприятий, таких как ОАО "НПО «Алмаз», МКБ «Факел», МНИИ «Агат», корпорация «Фазотрон — НИИР».
При желании посетители музея могут сфотографироваться непосредственно у образцов боевой техники, заняв место стрелка зенитного пулемёта, заряжающего орудия или на время стать номером стартового расчета пусковой установки зенитного ракетного комплекса. Ну а если и этого окажется недостаточно, то можно надеть высотный костюм летчика-истребителя и занять место пилота в кабине самолёта МиГ-23.

## Реликвии музея
Коллекция музея насчитывает более 16 тысяч военно-исторических памятников, среди которых:
- Диорама «Противовоздушная оборона города Москвы, июль 1941 года.» Автор заслуженный художник РСФСР Семенов А. Н. 1976 год. Диорама посвящена отражению первого массированного налета фашистской авиации на Москву в ночь с 21 на 22 июля 1941 года. Диорама озвучена, текст приказа Верховного главнокомандующего И. В. Сталина читает Ю. Б. Левитан.
- Зенитный прожектор З-15-4Б образца 1939 года. Диаметр отражателя — 150 см, дальность освещения цели — 7-9 км.
- Боевые Знамёна воинских частей противовоздушной обороны, проявивших воинскую доблесть и героизм в годы Великой Отечественной войны.
- Счетверенная зенитная установка образца 1931 года на базе станкового пулемета системы «Максим» образца 1910 года для стрельбы по маловысотным воздушным целям.
- Трехдюймовая (76-мм) горная пушка образца 1909 года системы Шнейдера с клеймом Путиловского завода, 1918 год.
- Обломок израильского истребителя-бомбардировщика «ФАНТОМ», впервые сбитого 30 июня 1970 года в небе Египта.

## Фотогалерея музея

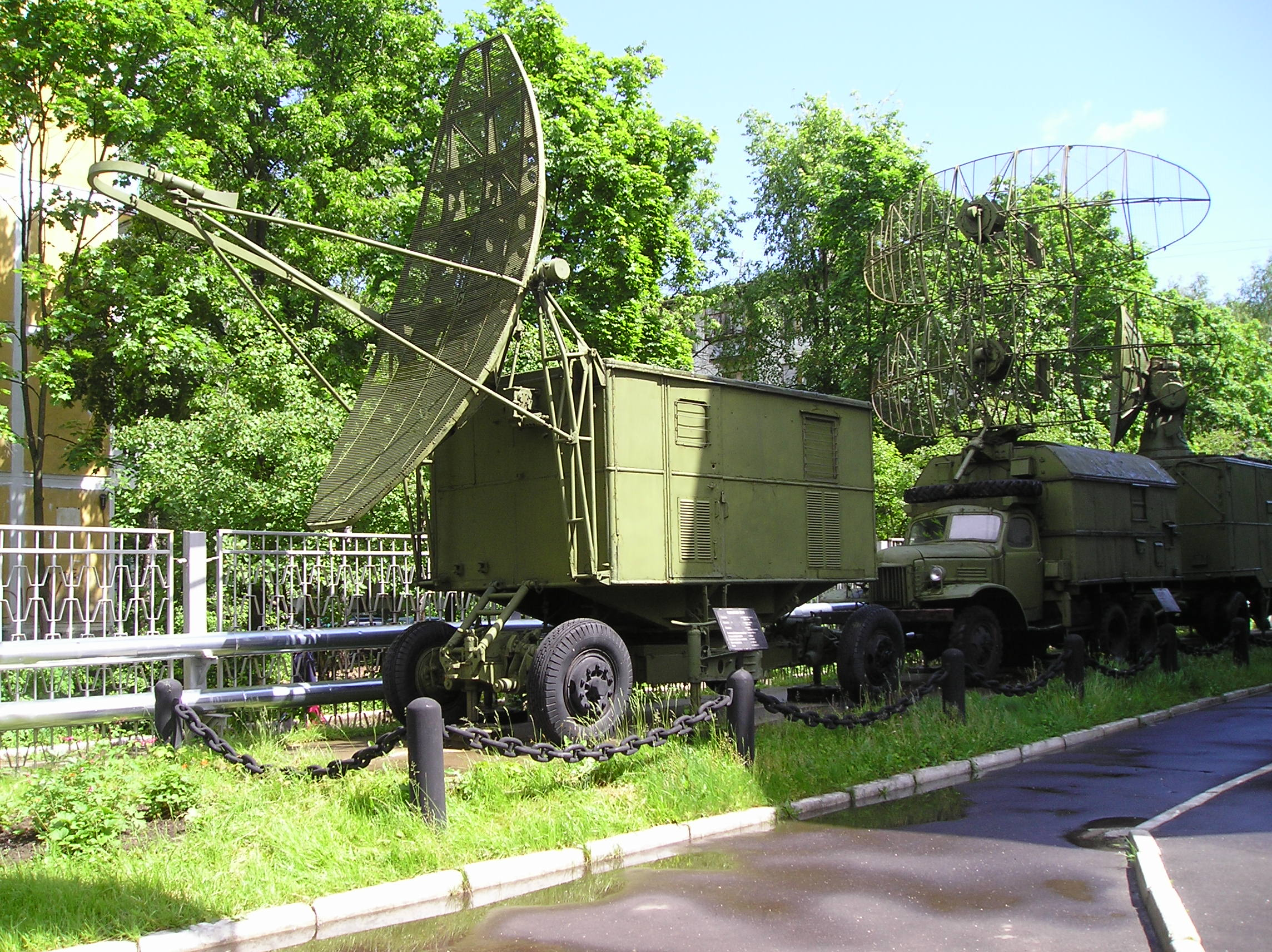
Музей Войск ПВО, смотровая площадка
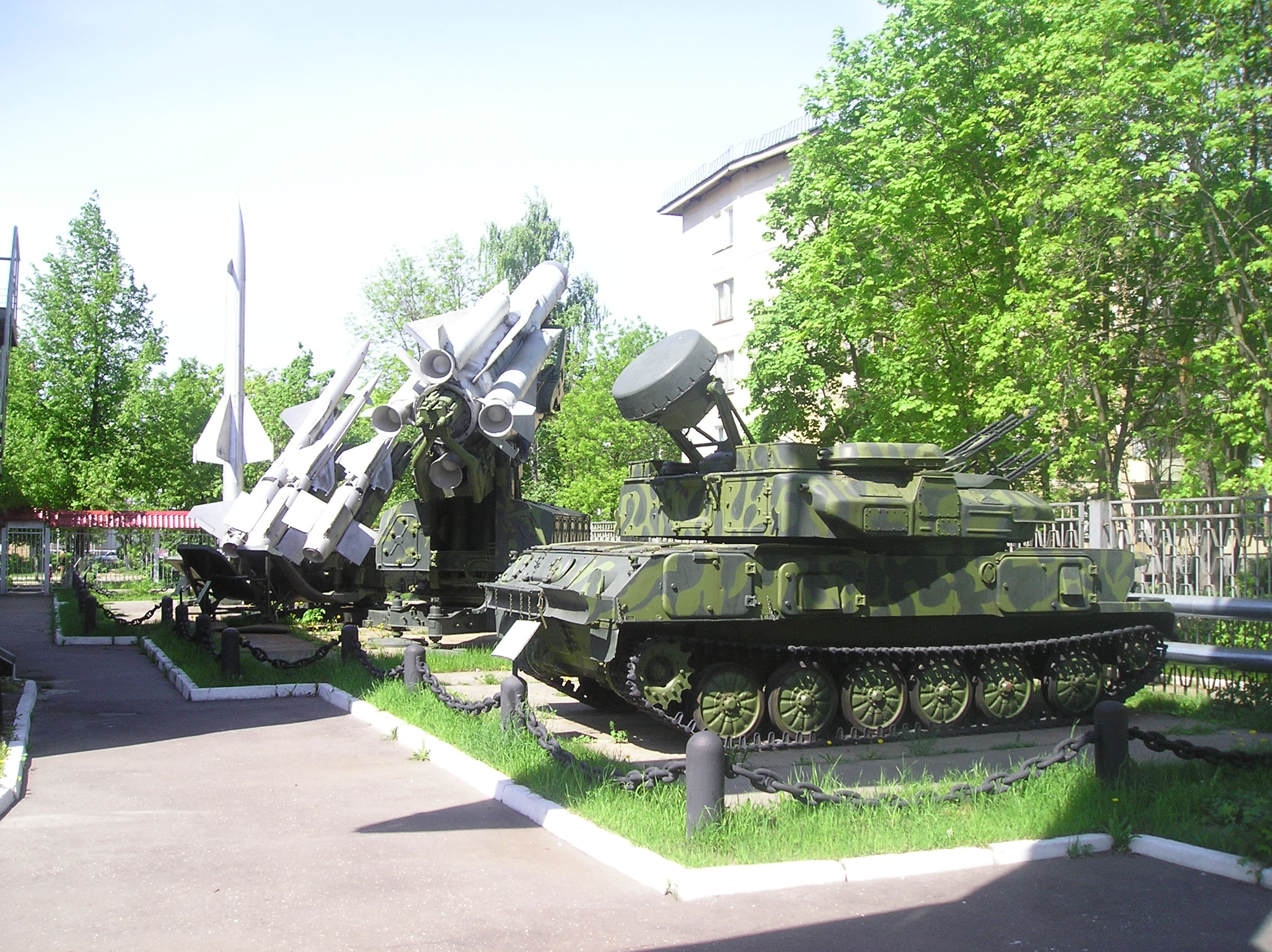
Музей Войск ПВО, смотровая площадка
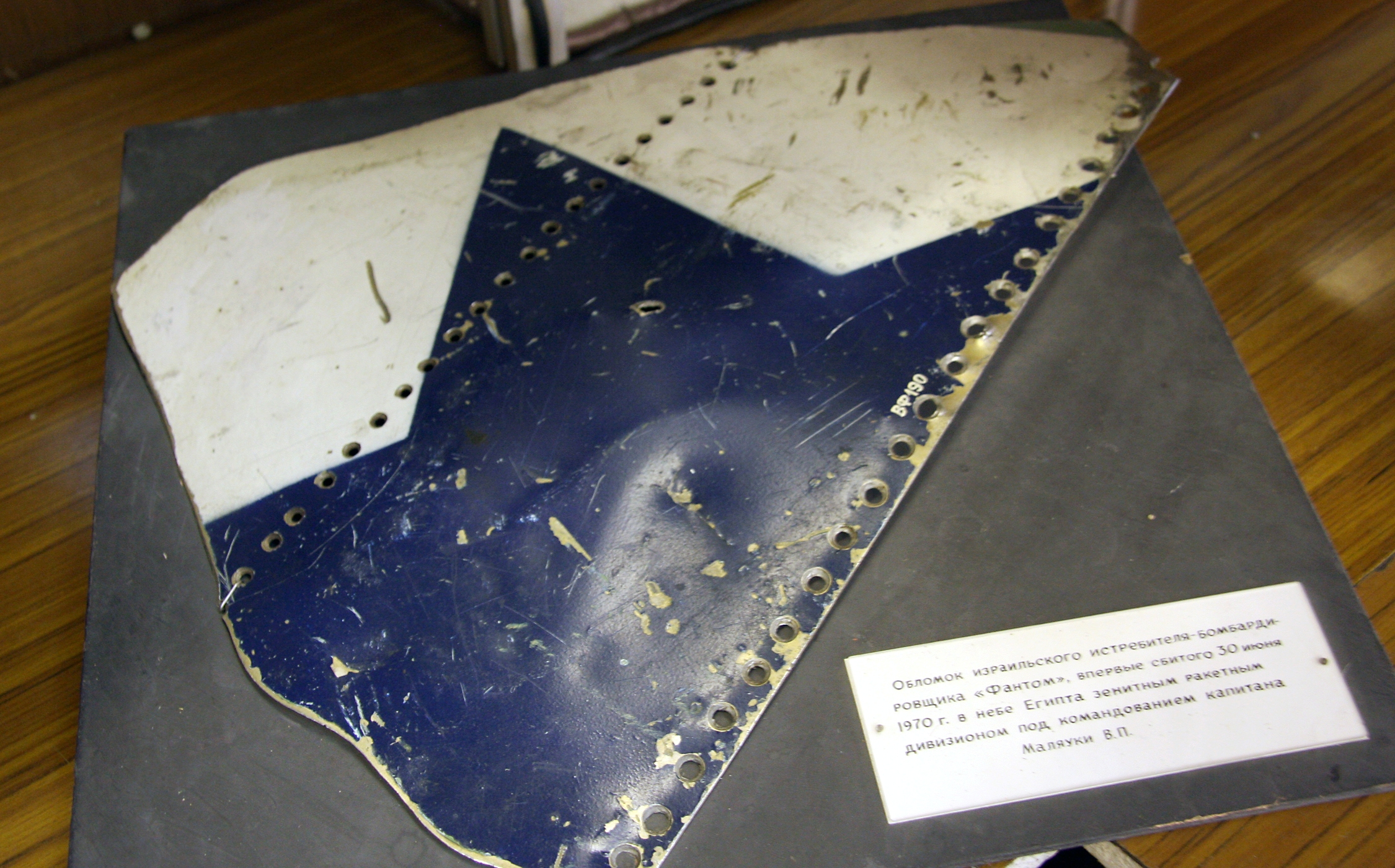
Обломки израильского истребителя F-4 «Фантом», сбитого советскими зенитчиками 30 июня 1970 года советским ЗРК С-125